# 歲月樓情
《歲月樓情》（英語：Beyond the Rainbow）是香港電視網絡所製作的時裝倫理電視劇，由黃日華、夏雨、唐寧及鮑起靜領銜主演，并由關寶慧、姜皓文、曾偉權、林利、陳一天及鮑康兒联合主演。

## 故事大綱
本劇以公共屋邨為背景，於同一天空下，廣廈萬戶人家，演繹橫跨近三十年的故事。本劇透過不同的小人物，憑著堅韌、拼搏、永不放棄的獅子山下精神，歷盡大雨狂風，建立一個安穩的家。在時間的洪流裡，留下每個人的足跡，見證百樣人的故事。

## 演員表

### 譚家
| 演員           | 角色   | 暱稱/關係 |
| 夏 雨          | 譚金成 | 成叔 解簽佬 工廠女工石燕之夫，其妻於1977年病逝 蔡蓉之密友，並暗戀她接近30年 譚冠雄之父 人生中有三個大劫，第一個為數十年前的食人族、第二個為吃湯圓時梗死、第三個為入獄 於數十年前行船時因被大浪打沉船隻，後被紀錄片導演Jack Moore救起，以他的錶作為禮物 於第6集與Jack Moore兒子重遇，其子將他的手錶歸還 於第6集險被跌下的招牌砸死，後因吃湯圓時梗喉而被送入急症室，曾停止心跳，但最後大難不死 於第10集發現丁日君以黃符令楊嘉莉出意外 於第15集誤殺郭彪而被起訴誤殺罪，最後因高正作其品格證人而脫罪 |
| 呂 熙（青年）  | 譚冠雄 | 痰罐 警長 譚金成、石燕之子 丁日君之夫 郭青文之前男友、楊嘉莉之朋友 於第3集楊嘉莉因目睹他槍傷一黑社會成員而勾起不快記憶 於第12集在家中中風，出院後言語出現問題 於第13集再度中風而半身不遂 於第13集出現其年輕時的幻覺而割脈自殺不遂 參見屋邨四兄弟 |
| 黃日華         | 譚冠雄 | 痰罐 警長 譚金成、石燕之子 丁日君之夫 郭青文之前男友、楊嘉莉之朋友 於第3集楊嘉莉因目睹他槍傷一黑社會成員而勾起不快記憶 於第12集在家中中風，出院後言語出現問題 於第13集再度中風而半身不遂 於第13集出現其年輕時的幻覺而割脈自殺不遂 參見屋邨四兄弟 |
| 謝珊珊（青年） | 丁日君 | Anita、Ta姐 譚冠雄之妻 譚金成之媳婦 丁九、葉嬌之女 纖愛美美容院東主 於第9集起憎恨楊嘉莉 於第9集假意關懷楊嘉莉，實為將黃符貼在她家中 於第12集前往韓國美容後失敗，面上出現紅斑 參見丁家 |
| 關寶慧         | 丁日君 | Anita、Ta姐 譚冠雄之妻 譚金成之媳婦 丁九、葉嬌之女 纖愛美美容院東主 於第9集起憎恨楊嘉莉 於第9集假意關懷楊嘉莉，實為將黃符貼在她家中 於第12集前往韓國美容後失敗，面上出現紅斑 參見丁家 |
| 陳子樂（童年） | 譚天安 | Kenson 建築師 譚冠雄、丁日君之子 Ivy之前男友 鍾情楊嘉莉 因沙士疫症爆發時染病而使用類固醇治療，以致日後出現骨枯 於第8集骨枯復發，於第9集進行手術治癒 於第15集成為陸祖兒之男友 |
| 陳一天         | 譚天安 | Kenson 建築師 譚冠雄、丁日君之子 Ivy之前男友 鍾情楊嘉莉 因沙士疫症爆發時染病而使用類固醇治療，以致日後出現骨枯 於第8集骨枯復發，於第9集進行手術治癒 於第15集成為陸祖兒之男友 |

### 郭家
| 演員   | 角色   | 暱稱/關係 |
| 曾啟綸 | 郭 彪  | 蔡蓉之前夫 郭青文之父 經常纏繞蔡蓉兩母女苛索金錢 於第11集與蔡蓉及譚金成於澳門重遇，並假裝可憐騙取他們金錢 於第11集目擊王樹彬墮海時意圖搶去其財物，因聽到蔡蓉的聲音而不慎墮海，最後獲救 於第12集偷走高正辦事處數萬元及楊嘉莉的電腦 於第14集險殺害蔡蓉和楊嘉莉 於第15集被譚金成自衛殺死 |
| 鮑起靜 | 蔡 蓉  | 蓉姨、蓉姐 譚金成之密友 郭青文之母 於第4集因得悉譚冠雄令其女懷孕而失蹤，從而討厭他 於第4集提及因希望脫離郭彪勒贖而到澳門賭錢，其女亦從此失蹤 於第4集起因楊嘉莉舉動與其女過於相似而像其女投射到楊嘉莉身上 於第11集收留郭彪，於第12集趕走他 於第15集因得悉楊嘉莉間接害死郭青文而與其關係決裂，後收到其一盒錄音帶以敘述郭青文的事蹟，最後原諒楊嘉莉 |
| 唐 寧  | 郭青文 | Shirley (1962-2012) 蔡蓉丶郭彪之女 陸浩昌之前暗戀對象 譚冠雄之前女友，於1983年與其發生性關係並懷孕 對天文學及UFO有極大興趣，曾與譚冠雄共同目睹UFO 於1983年9月颱風愛倫吹襲港澳時在澳門失蹤 於1983年離家出走後被賣到美國，病倒並小產，後失憶 被楊嘉莉打劫其便利店時槍傷腳，後因George誤將子彈發射到石油氣罐而被炸傷 後因患上末期癌症在療養院療養，最後病逝，死前回復記憶，並把往事告訴楊嘉莉 （另分飾楊嘉莉） （於第2集僅見其背影，於第14集播放同一片段才出鏡） |
| 李忠希 |        | 郭青文在美國時的丈夫 |

### 楊家
| 演員   | 角色       | 暱稱/關係 |
| 郭 峰  | 楊嘉莉父親 | 九龍卓一文紀念學校校長 楊嘉莉之父 另育有一子，患有血癌 於楊嘉莉兩歲時離她而去，與其感情淡薄 於第8集與楊嘉莉重遇，並不希望外間知道他擁有一私生女 |
| 何紫綸 | 校長太太   | 楊嘉莉父親之第二任妻子 |
| 唐 寧  | 楊嘉莉     | Kelly 1984年出生 樣貌與青年時的郭青文非常相似 議員高正之助理 曾鍾情譚冠雄 年青時打劫郭青文的便利店並槍傷其，間接使其被石油氣罐爆炸燒傷，並曾因此而入獄 郭青文死前把往事告訴她，她回港接近並照顧蔡蓉乃出於悔咎及想作出彌補 對天文學及UFO有極大興趣 於第9集捐贈骨髓予其同父異母的弟弟 於第10集在煲水時忘記熄火而險被燒死 於第14集被良叔發現郭青文下落後，險勒死他，被譚金成發現後和盤托出 於第15集因蔡蓉得悉其間接害死郭青文而與其關係決裂，無法彌補而回到美國 於第15集寄給蔡蓉一盒錄音帶以敘述郭青文的事蹟，最後得到其原諒 （另分飾郭青文） |

### 陸家
| 演員            | 角色   | 暱稱/關係 |
| 鄭恕峰          | 陸炳基 | 陸浩昌之父 經營茶餐廳 |
| 姜皓文          | 陸浩昌 | 昌記 茶餐廳老闆 譚冠雄、丁日南、黃有輝之好友 陸祖兒之父 杜娟之夫 其前妻於陸祖兒兒時紅杏出牆，令他一直編造其生母於加拿大的謊言 於第14集因飲酒後心急到醫院探望譚冠雄而衝出馬路，被車撞死 參見屋邨四兄弟                                                |
| 菁 瑋           | 杜 娟  | 娟姐、麻辣雞 陸浩昌之妻 陸祖兒之繼母 育有一胎兒，於第15集一度險流產，後誕下雙胞胎 於第14集因陸浩昌離世過度悲痛而入院 |
| 林沚諾 （童年） | 陸祖兒 | Joey 𡃁模 陸浩昌之女 杜娟之繼女 何美恩之好友 單戀譚天安，妒忌他與楊嘉莉的關係 於第1集試圖前往康城出席演出被其父阻止 於第4集得悉杜娟家鄉發生泥石流時，誤以為她已經罹難而燒衣紙予她 於第10集被霍景佳虐打 於第12集被譚天安拒絕 於第15集成為譚天安之女友 |
| 鮑康兒          | 陸祖兒 | Joey 𡃁模 陸浩昌之女 杜娟之繼女 何美恩之好友 單戀譚天安，妒忌他與楊嘉莉的關係 於第1集試圖前往康城出席演出被其父阻止 於第4集得悉杜娟家鄉發生泥石流時，誤以為她已經罹難而燒衣紙予她 於第10集被霍景佳虐打 於第12集被譚天安拒絕 於第15集成為譚天安之女友 |

### 黃家
| 演員           | 角色   | 暱稱/關係                                   |
| 劉家勇         | 黃 牛  | 牛叔 黃有輝之父 患有風濕                    |
| 莊兆麟（青年） | 黃有輝 | 阿棍 黃牛之子 前黑幫社團頭目 參見屋邨四兄弟 |
| 林 利          | 黃有輝 | 阿棍 黃牛之子 前黑幫社團頭目 參見屋邨四兄弟 |

### 丁家
| 演員           | 角色   | 暱稱/關係 |
| 黎彼得         | 丁 九  | 九叔 退休巴士司機 葉嬌之夫 丁日南、丁日君之父 譚冠雄之外父                                                                                              |
| 黃文慧         | 葉 嬌  | 丁九之妻 丁日南、丁日君之母 譚冠雄之外母 |
| 許俊豪（青年） | 丁日南 | Victor 丁九、葉嬌之子 丁日君之兄 譚冠雄、黃有輝、陸浩昌之好友 於第5集因張總突然死亡而欠下三百萬債項 於第15集不再關心金錢，到山區修建學校 參見屋邨四兄弟 |
| 曾偉權         | 丁日南 | Victor 丁九、葉嬌之子 丁日君之兄 譚冠雄、黃有輝、陸浩昌之好友 於第5集因張總突然死亡而欠下三百萬債項 於第15集不再關心金錢，到山區修建學校 參見屋邨四兄弟 |
| 謝珊珊（青年） | 丁日君 | Anita 丁九、葉嬌之女 丁日南之妹 譚冠雄之妻 譚金成之媳婦 參見譚家                                                                                        |
| 關寶慧         | 丁日君 | Anita 丁九、葉嬌之女 丁日南之妹 譚冠雄之妻 譚金成之媳婦 參見譚家                                                                                        |

### 屋邨四兄弟
| 演員           | 角色   | 暱稱/關係 |
| 呂 熙（青年）  | 譚冠雄 | 痰罐 丁日南、黃有輝、陸浩昌之好友 於第10集到霍景佳練拳的拳館尋仇，聯同丁日南、黃有輝、陸浩昌一起虐打他 參見譚家                                                                                           |
| 黃日華         | 譚冠雄 | 痰罐 丁日南、黃有輝、陸浩昌之好友 於第10集到霍景佳練拳的拳館尋仇，聯同丁日南、黃有輝、陸浩昌一起虐打他 參見譚家                                                                                           |
| 許俊豪（青年） | 丁日南 | Victor 譚冠雄、黃有輝、陸浩昌之好友 於30年前將黃有輝付託給他交給根嫂的四十萬侵吞 於第10集到霍景佳練拳的拳館尋仇，聯同譚冠雄、黃有輝、陸浩昌一起虐打他 參見丁家                                            |
| 曾偉權         | 丁日南 | Victor 譚冠雄、黃有輝、陸浩昌之好友 於30年前將黃有輝付託給他交給根嫂的四十萬侵吞 於第10集到霍景佳練拳的拳館尋仇，聯同譚冠雄、黃有輝、陸浩昌一起虐打他 參見丁家                                            |
| 莊兆麟（青年） | 黃有輝 | 阿棍、棍哥 前黑幫社團頭目 譚冠雄、陸浩昌、丁日南之好友 一直被漏廢挖角未遂 於第1集回憶往事時提及因犯罪而入獄20年 於第3集出獄 於第10集到霍景佳練拳的拳館尋仇，聯同譚冠雄、丁日南、陸浩昌一起虐打他 參見黃家 |
| 林 利          | 黃有輝 | 阿棍、棍哥 前黑幫社團頭目 譚冠雄、陸浩昌、丁日南之好友 一直被漏廢挖角未遂 於第1集回憶往事時提及因犯罪而入獄20年 於第3集出獄 於第10集到霍景佳練拳的拳館尋仇，聯同譚冠雄、丁日南、陸浩昌一起虐打他 參見黃家 |
| 黃浩霆（青年） | 陸浩昌 | 昌記 譚冠雄、丁日南、黃有輝之好友 曾暗戀郭青文 於第10集到霍景佳練拳的拳館尋仇，聯同譚冠雄、丁日南、黃有輝一起虐打他 於第14集因車禍離世 參見陸家                                                           |
| 姜皓文         | 陸浩昌 | 昌記 譚冠雄、丁日南、黃有輝之好友 曾暗戀郭青文 於第10集到霍景佳練拳的拳館尋仇，聯同譚冠雄、丁日南、黃有輝一起虐打他 於第14集因車禍離世 參見陸家                                                           |

### 白田邨街坊
| 演員   | 角色     | 暱稱/關係 |
| 應昌佑 | 高 正    | 高議員 白田邨正義聯盟區議員 於第2集與攣毛合組名單參選立法會                                                                    |
| 楊天經 | 王樹彬   | 彬仔 因兒時高燒燒壞腦而變成弱智 於第2集因楊嘉莉請他食朱古力而發生果仁過敏入院 於第11集因相信譚金成說的神話故事而跳海，其後死亡 |
| 陳安瑩 | 何師奶   | 街坊 何美恩之母 於第1-2集間失常地尋找女兒                                                                                      |
| 黃美棋 | 何美恩   | 何師奶之女 陸祖兒之好友 於第1集離家出走，第2集返回家中                                                                         |
| 游 飈  | 章先生   | 於第4集持刀追斬黑社會小混混時被巡邏警察發現，逃走時被車撞死                                                                    |
| 陳文靜 | 章師奶   | 章先生之妻 |
| 李 楓  | 根 嫂    | 黃有輝尊敬之長輩 為人好賭 於第11集追捕漏廢時，失足滑倒而死                                                                     |
| 李煌生 | 根       | 黑社會頭目 於三十年前被漏廢斬死                                                                                                |
| 王少萍 | 虐老太太 | 沉迷賭博，經常將其家公趕出門外                                                                                                 |
| 何婷恩 | Emily    | 纖愛美美容院員工 於第9集教唆丁日君將黃符貼在楊嘉莉枕頭底而壓制她                                                               |
| 周子龍 | 江       | 茶餐廳侍應 |
| 鄺佐輝 | 財 哥    | 茶餐廳侍應 |
| 杜飛龍 | 滿       | 街坊 |
| 伍慧珊 | 陳潔玲   | 高議員辦事處職員 |
| 冼灝英 | 鮑國英   | 街坊 譚冠雄同僚 |
| 張雅麗 | 梁秀惠   | 杜娟之好友 黃有輝之相親對象 |
| 黃翠儀 | 林師奶   | 街坊 |
| 陳佩思 | 陳 太    | 街坊 |
| 包曉華 | 梅 姑    | 街坊 |
| 吳沅儀 | 翠 姑    | 在車公廟工作 |
| 李鴻   | 雷 公    | 街坊 |
| 梁健平 | 余 伯    | 街坊 |
| 朱婉儀 | 芳       | 滿嫂 於第1集火警逃生時臨盆 |
| 黃鳳   | 桂 姐    | 屋邨管理員 |
| 高俊文 | 士多老闆 | 經營士多 於第8集因大陸網上流言而將酒及醋的價格大幅提高                                                                         |

### 建築師團隊
| 演員   | 角色    | 暱稱/關係 |
| 盧希萊 | 林淑頤  | Yendy 總建築師 |
| 丁樂鍶 | Ivy     | 建築師 譚天安之前女友 於第2集提出商業化購物城建議獲批 於第10集被霍景佳虐打 於第10集因希望賺取更多金錢而調往售樓部 |
| 陳一天 | 譚天安  | Kenson 建築師 Ivy之前男友 於第2集提出富有香港傳統特色方案被否決 參見譚家                                          |
| 李雨陽 | 霍景佳  | Terry 建築師團隊之合作夥伴 沉迷女色，曾登上娛樂雜誌封面 於第10集隱瞞陸祖兒與Ivy拍拖，並虐打她                     |
| 劉秉賓 | William | 霍景佳之秘書 |
| 湯俊明 | Andy    | 建築師 |
| 黃經緯 | Aaron   | 建築師 |
| 郭穎東 | Austin  | 建築師 |
| 何慶輝 | Ben     | 建築師 |

### 其他演員
| 演員           | 角色       | 暱稱/關係 |
| 李悅菡（青年） | 溫子柔     | 丁日南之初戀情人 每當丁日南有金錢問題都出手協助 於第5集與丁日南發生性行為 於第13集因過度關心丁日南遭唾棄                                                                                               |
| 關伊彤         | 溫子柔     | 丁日南之初戀情人 每當丁日南有金錢問題都出手協助 於第5集與丁日南發生性行為 於第13集因過度關心丁日南遭唾棄                                                                                               |
| 陸駿光         | 新聞報道員 | 於香港電視新聞台報導新聞（1997年/2012年） 於香港寬頻bbTV新聞台報導新聞（2001年/2003年） |
| 張鴻熙         | Bryan      | 高正競選團隊助手 |
| 張學良         | Bobby      | 高正競選團隊助手 |
| 黃文標         | 漏 廢      | 黑社會大佬 於第3集被黑社會追斬 於第4集被章先生追斬 於第5集招攬黃有輝重新加入黑社會 於第11集挾持黃牛及根嫂，意圖令黃有輝射殺根嫂而救其父但事敗，被警方通緝 於第11集在西九龍海濱長廊被路過單車撞到後死亡 |
| 鄭家生         | 成         | 黑社會小混混 於第3集被黑社會追斬 於第4集被章先生追斬 |
| 江 暉          | 炮         | 黑社會小混混 |
| 關偉倫         | 豬肉佬     | 負責黑社會收數 於第4集險被章先生斬死 |
| 陳思齊         | 護 士      | 診治楊嘉莉 |
| 何詠雯         | 護 士      | 診治譚天安 |
| 傅劍虹         | 銀行經理   | 於30年前為丁日南辦理銀行手續 |
| 林遠迎         | 醫 生      | 診治譚金成，曾誤以為他已經死亡 |
| 陳駿熙         | 醫 生      | 診治譚冠雄 |
| 倫紫玄         | 物理治療師 | 診治譚冠雄 |
| 余采霖         | 美艷少女   | 霍景佳之女伴 諷刺陸祖兒 |
| 詹秉熙         | 古豐年     | 上海富豪 在丁日南的吹噓下購買豪宅 溫子柔之夫的朋友 曾依靠譚金成探測風水，轉換另一個風水師後即生意失敗而自殺未遂                                                                                        |
| 傅楚惠         | 古太太     | Simon之妻 |
| 賀文傑         | 馮 禮      | 溫子柔之二叔 於第11集因發現溫子柔及丁日南偷情而派人毆打他 |
| 嘉 駿          | 睇樓經理   | 丁日南的搭檔 看不起丁日南 |
| 林健恆         | Jimmy      | 攝影師 替譚日成拍攝廣告 |
| 黃 瑩          | 少 婦      | |
| 羅照中         | 少 夫      | 於半年前患上癌症後治癒 |
| 古天祥         | 偉         | George 楊嘉莉青年時損友 於郭青文的便利店行劫，指使楊嘉莉槍傷青文，間接令郭青文被炸傷 |
|                | 良 叔      | 退休私家偵探 一直受蔡蓉委託查找郭青文下落 於第14集回到白田邨將新證據交給蔡蓉，後險被楊嘉莉勒斃 |

## 軼事
- 雖然本劇故事場景設定在深水埗白田邨，但主要取景地卻是荃灣梨木樹邨（也是原設定場景）及葵涌大窩口邨（劇中取景的足球場），故此場景中會出現區域市政局標誌的垃圾桶。
- 第二集開始時，日期設定為2012年7月1日，黎彼得飾演的丁九，表示要上街參與七一大遊行爭取普選，並且帶備瓶裝水、泳鏡及雨傘，稱為「示威三寶」，而這三樣物件確實在2014年雨傘革命期間被抗爭民眾稱為「抗爭三寶」，由於本劇在2013年拍攝，故被網民稱為「神喻言」。

## 劇中談及的香港事件
- 1981年溫莎公爵大廈（現稱皇室大廈）發生狐仙案而轟動一時，自此經常有傳聞指大廈有小孩靈魂徘徊。
- 1981年沙田第一城開售時呎價僅為600元起一呎，一個單位亦僅為十餘萬元。（2015年價格為約350萬）
- 1982年2月3日「雨夜屠夫」林過雲將舞女陳鳳蘭勒死後肢解屍體，然後將屍體丟進城門河。
- 1985年某晚上華富邨上空曾出現飛碟，並被居民集體目睹（至今未能證實是否準確，只能當作都市傳奇看待）。
- 1996年7月29日，香港滑浪風帆運動員李麗珊於亞特蘭大奧運會奪得金牌，為香港參加奧運會以來首面獎牌，亦為殖民地時期唯一的金牌。
- 1997年7月1日香港主權移交予中華人民共和國。
- 1998年7月6日凌晨1時17分，啟德機場於時任民航處處長施高理按制關上跑道的燈光後，正式停用。
- 第一任行政長官董建華推出八萬五建屋計劃，令大量樓宇價格貶值。
- 2000年科網股爆破，令不少人家財盡失。
- 2003年香港爆發非典型肺炎，淘大花園E座所有居民需要被隔離至鯉魚門公園及度假村及麥理浩夫人度假村。
- 2003年7月1日，香港主權移交中國以來，首次出現五十萬人的七一大遊行，反對廿三條立法，以及要求時任特首董建華下台。
- 鄉議局主席劉皇發於每年農曆年初一到車公廟為香港求籤。
- 每年香港回歸紀念日，市民均會於香港島出席七一大遊行。
- 第三任行政長官梁振英於競選時頻頻落區視察，以爭取市民支持。
- 2013年9月6日，香港單車運動員李慧詩於全運會中奪得金牌。

## 記事
- 2013年5月24日：第一集中約六分鐘片段上載至YouTube供網民欣賞。
- 2013年7月29日：香港電視網絡發言人鄭小姐表示為了希望提升劇集質素及加快節奏，此劇將刪減至15集。
- 2013年8月22日：外景探班。
- 2013年8月29日：此劇正式煞科。
- 2013年9月1日：舉行煞科宴。[2]
- 2015年5月5日：第一集中約九分鐘片段上載至YouTube及香港電視應用程式供網民欣賞。
- 2018年5月23日：奇妙電視逢周一至周五晚上20:30播出《歲月樓情》，但裁剪後只有15集。

## 製作團隊
| - 總導演：黃國強 - 編審：梁敏華 - 導演：伍冠楨、朱禮和、黃國強 - 副導演：曹活明、楊燕玲、黃嵐暉、謝德立 - 編劇：戴德廣、陳可兒、鍾若詩、劉智玲、雷兆銘、莊婉萍 - 製片：劉淑霞 - 助理製片：胡靜宜 - 化粧：胡鳳美、鄭巧玲、黃偉文 - 化粧指導：陳素潔 - 特技化粧：陳志陽 - 髮型：盧志民、戴進洋、葉明 - 髮型指導：廖海明 - 服裝設計：陳雯芝、何思敏 - 服裝：朱寶群、張翠嬌、李詩韻 - 美術指導：羅頌妍 - 副美術指導：王雪婷、羅頌華、霍峻賢 | - 營造統籌：鄒旭年 - 置景道具：陳永信、姚思維 - 攝影師：黃怡海、高照林、胡成業 - 收音師：梁民健、孔健康 - 收音助手：陳嘉俊 - 燈光師：連國光、李保林 - 燈光助手：吳雄堅 - 劇務：程世銘 - 剪接：袁曦嶢 - 調色：袁曦嶢 - 電腦動畫：譚景強、李自力、張永奇、吳鉻賢 - 配樂：陳詩慧 - 配音混錄：iZone Sound Design - 製作聯絡：歐偉達、鄧俊偉、何慧賢 |

## 外部連結
- YouTube上的歲月樓情 第一集片段
- YouTube上的陳詩慧 - 一些往事 (《歲月樓情》插曲)－HKTV官方上載版本
- YouTube上的陳詩慧 - 一些往事 (《歲月樓情》插曲)－陳詩慧官方上載版本
- YouTube上的陳詩慧 - 獅子山下 (《歲月樓情》主題曲)

## 節目變遷
| 马来西亚 Astro雙星、Astro双星HD 星期日至四 19:00－20:00 節目 | 马来西亚 Astro雙星、Astro双星HD 星期日至四 19:00－20:00 節目 | 马来西亚 Astro雙星、Astro双星HD 星期日至四 19:00－20:00 節目 |
| ------------------------------------------------------------ | ------------------------------------------------------------ | ------------------------------------------------------------ |
|                                                              | 歲月樓情 （2015年5月11日－5月31日）                          |                                                              |
| 三天 （2015年4月12日－5月10日）                              | 還來得及再愛你 （2015年6月1日－6月11日）                     |                                                              |

| cHK香港台 星期一至五 22:00－23:00 節目 | cHK香港台 星期一至五 22:00－23:00 節目   | cHK香港台 星期一至五 22:00－23:00 節目 |
| -------------------------------------- | ---------------------------------------- | -------------------------------------- |
|                                        | 歲月樓情 （2015年5月12日－6月1日）       |                                        |
| 驚異世紀 （2015年4月29日－5月11日）    | 還來得及再愛你 （2015年6月2日－6月12日） |                                        |

| 香港電視網絡 星期一至五 19:00－20:00 節目 | 香港電視網絡 星期一至五 19:00－20:00 節目 | 香港電視網絡 星期一至五 19:00－20:00 節目 |
| ----------------------------------------- | ----------------------------------------- | ----------------------------------------- |
|                                           | 歲月樓情 （2015年5月12日－6月1日）        |                                           |
| 驚異世紀 （2015年4月29日－5月11日）       | 還來得及再愛你 （2015年6月2日－6月12日）  |                                           |

| 香港電視網絡 星期一至五 07:00－08:00 節目（其他重播時段請參見這裡） 9月24日 07:00－07:50 | 香港電視網絡 星期一至五 07:00－08:00 節目（其他重播時段請參見這裡） 9月24日 07:00－07:50 | 香港電視網絡 星期一至五 07:00－08:00 節目（其他重播時段請參見這裡） 9月24日 07:00－07:50 |
| ---------------------------------------------------------------------------------------- | ---------------------------------------------------------------------------------------- | ---------------------------------------------------------------------------------------- |
|                                                                                          | 歲月樓情 （2015年9月7日 - 9月25日）                                                      |                                                                                          |
| 來生不做香港人 （2015年8月3日－9月4日）                                                  | 警界線 （2015年9月25日－10月19日）                                                       |                                                                                          |

| 香港電視網絡 星期一至五 07:00－08:00 節目（其他重播時段請參見這裡） | 香港電視網絡 星期一至五 07:00－08:00 節目（其他重播時段請參見這裡） | 香港電視網絡 星期一至五 07:00－08:00 節目（其他重播時段請參見這裡） |
| ------------------------------------------------------------------- | ------------------------------------------------------------------- | ------------------------------------------------------------------- |
|                                                                     | 歲月樓情 （2015年11月23日－12月11日）                               |                                                                     |
| 導火新聞線 （2015年10月20日－11月20日）                             | 來生不做香港人 （2015年12月14日－2016年1月15日）                    |                                                                     |

| 马来西亚 Astro華麗台、Astro華麗台HD 星期一至五 20:30 - 21:30 | 马来西亚 Astro華麗台、Astro華麗台HD 星期一至五 20:30 - 21:30 | 马来西亚 Astro華麗台、Astro華麗台HD 星期一至五 20:30 - 21:30 |
| ------------------------------------------------------------ | ------------------------------------------------------------ | ------------------------------------------------------------ |
|                                                              | 歲月樓情 （2017年4月10日－4月28日）                          |                                                              |
| 實習天使 （2017年3月6日－4月7日）                            | EU超時任務 （2017年5月1日－5月30日）                         |                                                              |

| 香港 奇妙77台 星期一至五 20:30 - 21:30 · 5月29日至31日 暫停播映 | 香港 奇妙77台 星期一至五 20:30 - 21:30 · 5月29日至31日 暫停播映 | 香港 奇妙77台 星期一至五 20:30 - 21:30 · 5月29日至31日 暫停播映 |
| --------------------------------------------------------------- | --------------------------------------------------------------- | --------------------------------------------------------------- |
|                                                                 | 歲月樓情 （2018年5月23日 - 2018年6月15日）                      |                                                                 |
| 來生不做香港人 （2018年4月18日 - 2018年5月22日）                | 我阿媽係黑玫瑰 （2018年6月18日 - 2018年6月28日）                |                                                                 |

| 澳門澳視澳門台 星期一至五 20:35-21:25   | 澳門澳視澳門台 星期一至五 20:35-21:25    | 澳門澳視澳門台 星期一至五 20:35-21:25 |
| --------------------------------------- | ---------------------------------------- | ------------------------------------- |
|                                         | 歲月樓情 (2018年10月2日-2018年10月22日） |                                       |
| 童話戀曲 (2018年9月13日-2018年9月28日） | —                                        |                                       |

Template:即將推出的香港電視劇集